# فلورا ستيفنسون
فلورا كليفت ستيفنسون (بالإنجليزية: Flora Clift Stevenson) (30 أكتوبر عام 1839 - 28 سبتمبر عام 1905) مصلحة اجتماعية بريطانية صبّت اهتمامها على تعليم الأطفال الفقراء أو اليتامى، إلى جانب تعليم الفتيات وتحقيق المساواة في فرص الوصول إلى الجامعات لهنّ. تُعتبر ستيفنسون واحدة من أولى النساء في المملكة المتحدة الاتي تم انتخابهن لعضوية مجلس إدارة المدرسة.

## سنواتها الثلاثين الأولى
ولدت فلورا كليفت ستيفنسون في غلاسكو، وهي الابنة الصغرى لجين ستيوارت شانان (ابنة ألكسندر شانان، تاجر من غرينوك) والتاجر جيمس ستيفنسون فراسي (1786-1866) الحائز على جائزة زمالة الجمعية المَلَكية لإدنبرة. كانت عائلة ستيفنسون إحدى العائلات المعروفة، بما في ذلك زميلتها الناشطة وأختها لويزا والمهندس المعماري جون جيمس ستيفنسون والنائب جيمس كوكران ستيفنسون. انتقلت العائلة إلى جارو في عام 1844 عندما أصبح جيمس ستيفنسون شريكًا في أعمال كيميائية. بعد تقاعده في عام 1854، انتقلت العائلة إلى إدنبرة قبل وقت قصير من وفاة السيدة ستيفنسون، ثم في عام 1859 استقرت العائلة في منزل في شارع 13 راندولف كريسنت. توجب على لويزا وفلورا وإليزا ستيفنسون (1829-1904) وهي مناصرة مبكرة لحق المرأة في الاقتراع وواحدة من مؤسسات جمعية إدنبرة الوطنية لحق المرأة في الاقتراع، بالإضافة إلى الأخت جين ستيفنسون (1828-1904) التي لم تشارك في هذه الأنشطة، قضاء بقية حياتهن في (المنزل الذي يحتوي الآن على لوحة «للنساء المنجزات».
كان أول مشروع تعليمي لها هو فصل دراسي مسائي لمحو الأمية «لفتيات الرسل» في المنزل. كانت عضوًا نشطًا في جمعية إدنبرة لتحسين حالة الفقراء، وكانت أيضًا عضوًا في لجنة المدارس الصناعية المتحدة في إدنبرة حيث نظمت التعليم في مدارس الإيواء لبعض الأطفال المنبوذين في المدينة.
شاركت هي وشقيقتها لويزا في حركة فتح التعليم الجامعي للنساء، وبصفتهما عضوين في جمعية إدنبرة التعليمية للسيدات، شاركتا في الدورة الأولى من المحاضرات للنساء التي ألقاها البروفيسور دايفيد ماسون في عام 1868.